# The Guide (Wommat)
The Guide (Wommat) è un album del cantante senegalese Youssou N'Dour, pubblicato dall'etichetta discografica Columbia e distribuito dalla Sony Music nel 1994.
L'album contiene 15 brani, nei quali l'artista viene accompagnato dalla band The Super Etoile.
Dal disco viene tratto il singolo 7 Seconds, brano eseguito in duetto con Neneh Cherry.

## Tracce
Testi e musiche di Youssou N'Dour, eccetto dove indicato diversamente.
1. Leaving (Dem) – 5:04
2. Old Man (Gorgui) – 6:03
3. Without a Smile (Same) (feat. Branford Marsalis) – 4:13
4. Mame Bamba – 4:58 (testo: Youssou N'Dour, M. D. M'baye, T. Rome e B. A. N'Dour – musica: Youssou N'Dour e M. D. M'baye)
5. 7 Seconds (feat. Neneh Cherry) – 5:07 (testo: Youssou N'Dour e Neneh Cherry – musica: C. McVey e J. Sharpe)
6. How You Are (No Mele) – 3:39 (testo: Youssou N'Dour e K. Guye – musica: Youssou N'Dour, K. Guye e H. Faye)
7. Generations (Diamono) – 5:46
8. Tourista – 4:36 (musica: J. P. Rykiel)
9. Undecided (Japoulo) – 5:26 (musica: H. Faye e J. P. Rykiel)
10. Love One Another (Beuguente) – 4:52 (musica: Youssou N'Dour e J. P. Rykiel)
11. Life (Adouna) – 4:05 (musica: J. P. Rykiel)
12. My People (Samay Nit) – 4:38 (testo: B. N'Dlaye)
13. Oh Boy – 4:37
14. Silence (Tongo) – 4:38
15. Chimes of Freedom – 4:51 (Bob Dylan)

Durata totale: 72:33

## Classifiche
| Classifica (1994/95) | Posizione massima |
| -------------------- | ----------------- |
| Australia            | 39                |
| Austria              | 11                |
| Belgio (Fiandre)     | 38                |
| Finlandia            | 15                |
| Francia              | 15                |
| Germania             | 27                |
| Italia               | 4                 |
| Paesi Bassi          | 11                |
| Regno Unito          | 87                |
| Spagna               | 8                 |
| Svezia               | 43                |
| Svizzera             | 18                |